# نانا ميريويذر
نانا ميريويثر (بالإنجليزية: Nana Meriwether)‏ وهي أمريكية أفريقية وملكة جمال الولايات المتحدة لسنة 2012 بعد أن أختيرت كملكة جمال لولاية ميريلاند تسلمت الجائزة من ملكة جمال الكون اوليفيا كالبو، أصولها تعود إلى جنوب أفريقيا، حيث ولدت في يوم 24 مايو 1985 في جنوب أفريقيا.